# Rugbyclub Eemland
Rugby Club Eemland (afgekort: RC Eemland) is een rugbyvereniging uit Amersfoort. De club werd in 1977 opgericht op het terrein van de school 'Het Nieuwe Eemland'. In 2024 is de club gehuisvest aan de Bokkeduinen in Amersfoort. Op deze club wordt Rugby Union gespeeld. De club is lid van Rugby Nederland.
De club telde in 2024 meer dan 450 leden waaronder 300 jeugdleden.
Bij rugby club Eemland worden naast het klassieke 15-a-side ook rugby sevens, beach en touch rugby gespeeld. De laatste variant, waarbij zonder kontakt en gemengd gespeeld wordt, groeit snel.
Het eerste seniorenteam van de club komt uit in de ereklasse, de hoogste competitie in het Nederlandse rugby. In het seizoen 2022-2023 werd voor het eerst in de clubgeschiedenis het landskampioenschap gewonnen. In datzelfde jaar won ook het onder-18 team, de "Colts", het landskampioenschap, wat een zeldzame "dubbel" opleverde.
De club heeft in zijn historie spelers aan vertegenwoordigende teams geleverd, waaronder het Nederlands rugby team, team Delta, Nederland onder-18, Nederland onder-20 en Dutch Girls Rugby. Rugby club Eemland faciliteert trainingen van deze teams op zijn velden.